# Joshua Ábrego
Joshua Emmanuel Ábrego Mortera (nacido en San Juan Evangelista, Veracruz el 15 de noviembre de 1986) es un jugador mexicano de fútbol. Juega en la posición de Defensa lateral y se encuentra sin club.

## Trayectoria
En 2010, ayudó junto con Raúl Enríquez a Tijuana obtener el campeonato de Apertura 2010. El 21 de mayo de 2011, su equipo avanzó a la Primera División.
Formó parte del equipo campeón de Primera División en el Apertura 2012.

## Clubes
| Club               | País   | Año         |
| ------------------ | ------ | ----------- |
| Club Tijuana       | México | 2010 - 2013 |
| Dorados de Sinaloa | México | 2013 - 2016 |
| Murciélagos F.C.   | México | 2017 - 2018 |

|RETIRADO ACTUALMENTE

## Palmarés

### Campeonatos nacionales
| Título                          | Club               | País   | Año  |
| ------------------------------- | ------------------ | ------ | ---- |
| Torneo Apertura Liga de Ascenso | Club Tijuana       | México | 2010 |
| Final de Ascenso                | Club Tijuana       | México | 2011 |
| Torneo Apertura Liga MX         | Club Tijuana       | México | 2012 |
| Torneo Clausura Liga de Ascenso | Dorados de Sinaloa | México | 2015 |
| Final de Ascenso                | Dorados de Sinaloa | México | 2015 |